# Rhinella festae
Rhinella festae é uma espécie de anfíbio da família Bufonidae, que é encontrada no Equador e no Peru. Costuma viver em vegetações baixas de florestas tropicais pluviais ou florestas nubladas. Não está adaptada a viver em locais degradados por atividade humana e não existem registros dela em florestas secundárias.